# Ockrahuvad snårsparv
Ockrahuvad snårsparv (Atlapetes semirufus) är en fågel i familjen amerikanska sparvar inom ordningen tättingar.

## Utseende
Ockrahuvad snårsparv är en unikt tecknad snårsparv med rostorange på huvud och bröst. I övrigt är den olivgrön ovan med gulaktig buk undertill.

## Utbredning och systematik
Ockrahuvad snårsparv delas in i sex underarter med följande utbredning:
- Atlapetes semirufus zimmeri – östra Andernas östsluttning i nordöstra Colombia och västra Venezuela (Táchira)
- Atlapetes semirufus majusculus – östra Andernas östsluttning i Colombia (norra Boyacá)
- Atlapetes semirufus semirufus – Andernas östsluttning i Colombia (Cundinamarca)
- Atlapetes semirufus denisei – bergstrakter i norra Venezuela (Sucre och Monagas till Aragua och Carabobo)
- Atlapetes semirufus benedettii – bergstrakter i norra Venezuela (Falcón, Lara och Trujillo)
- Atlapetes semirufus albigula – Anderna i västra Venezuela (nordöstra Táchira)

### Familjetillhörighet
Tidigare fördes de amerikanska sparvarna till familjen fältsparvar (Emberizidae) som omfattar liknande arter i Eurasien och Afrika. Flera genetiska studier visar dock att de utgör en distinkt grupp som sannolikt står närmare skogssångare (Parulidae), trupialer (Icteridae) och flera artfattiga familjer endemiska för Karibien.

## Levnadssätt
Ockrahuvad snårsparv hittas i bergsskogar och skogsbryn på mellan 1000 och 3500 meters höjd. Där lever den tillbakadraget i undervegetationen och kan vara svår att få syn på.

## Status och hot
Arten har ett stort utbredningsområde, men tros minska i antal, dock inte tillräckligt kraftigt för att den ska betraktas som hotad. Internationella naturvårdsunionen IUCN listar arten som livskraftig (LC).